# Assassinat d'Henri III
L'assassinat d'Henri III, roi de France à partir de 1574, a eu lieu le 1er août 1589 au château de Saint-Cloud. Henri III meurt des suites de ses blessures le lendemain 2 août, après avoir été poignardé par Jacques Clément, moine dominicain ligueur, qui estimait que le roi était l'ennemi déclaré du catholicisme depuis qu'il avait commandité l'assassinat du duc Henri de Guise.

## Contexte historique
Henri III, né le 19 septembre 1551 à Fontainebleau est roi de Pologne sous le nom d'Henri Ier (Henryk en Polonais) de 1573 à 1575 et roi de France de 1574 à 1589. Il appartient à la maison de Valois.

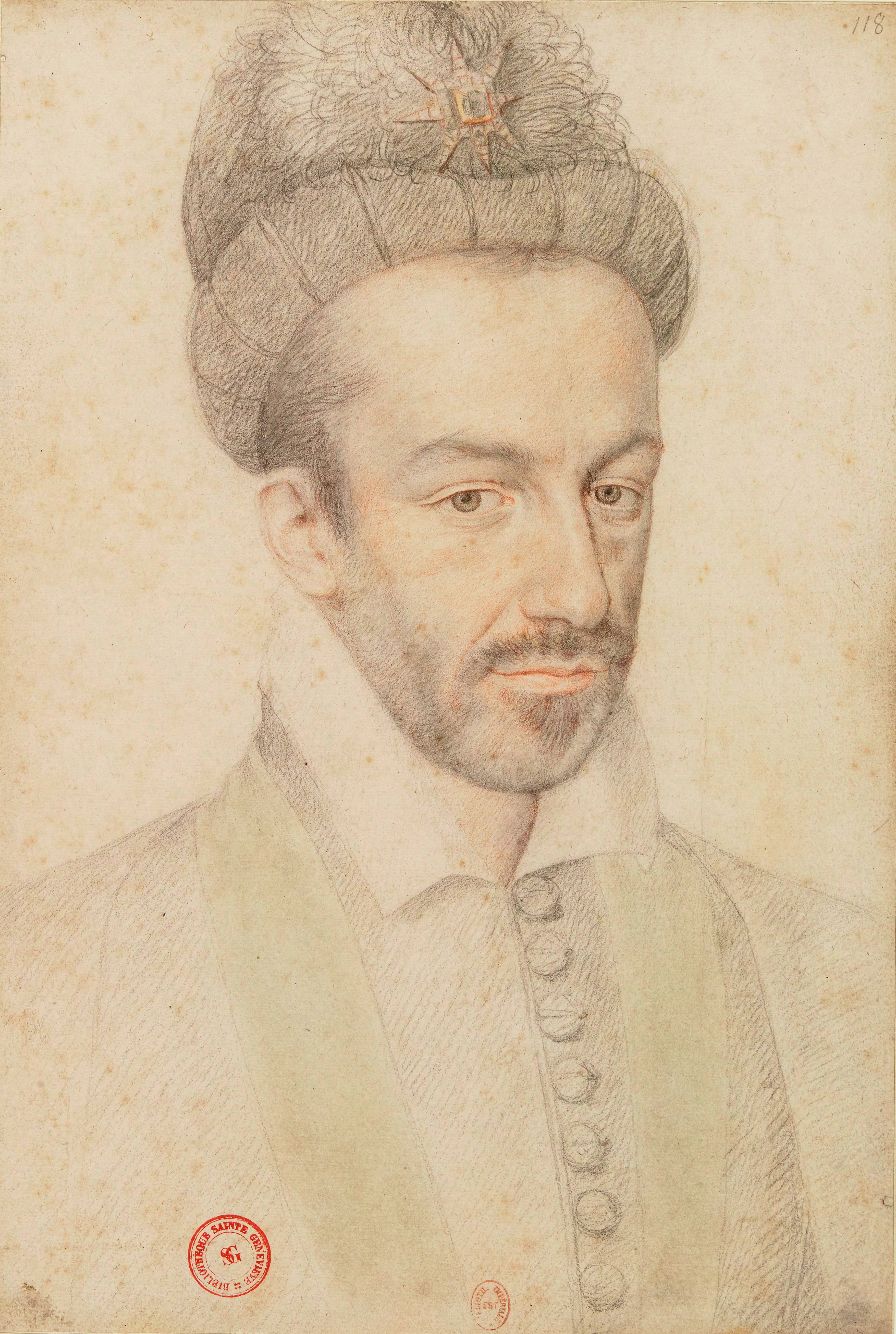
Portrait d'Henri III (roi de France) attribué à Étienne Dumonstier.

Quatrième fils du roi Henri II et de la reine Catherine de Médicis, Henri n'est pas destiné à la couronne. Sous le règne de son frère Charles IX, il s'illustre comme chef de l'armée royale en remportant sur les protestants les batailles de Jarnac et de Moncontour. À l'âge de 21 ans, il se porte candidat pour le trône vacant de Pologne et le 11 mai 1573, il est élu sous le nom d'Henryk Walezy, roi de Pologne et grand-duc de Lituanie. Son règne en Pologne ne dure pas plus d'un an, puisqu'à l'annonce de la mort de son frère, décédé sans descendant mâle, il abandonne son royaume pour lui succéder sur le trône de France.
En devenant roi de France, Henri III hérite d'un royaume divisé où son autorité n'est que partiellement reconnue. Son règne se marque de sérieux problèmes religieux, politiques et économiques. Quatre guerres de Religion se déroulent sous son règne. Henri III doit faire face à des partis politiques et religieux soutenus par des puissances étrangères, qui finissent par venir à bout de son autorité, le parti des Malcontents, le parti des protestants et pour finir celui de la Ligue catholique dirigée par le duc Henri Ier de Guise.
Les tensions s'exacerbent lorsque le frère cadet du roi, le duc François d'Anjou, meurt sans héritier en 1584. N'en ayant pas lui-même, le roi Henri III se trouve confronté à une situation inextricable : son beau frère et cousin germain, le roi Henri III de Navarre, devient de facto l'héritier du trône de France mais sa confession protestante ulcère les catholiques du royaume. En mai 1588, Henri III est chassé de la capitale par un soulèvement populaire. Le 23 décembre 1588, lors des états généraux tenus à Blois, le roi ordonne l'assassinat du duc de Guise. Ce « coup de majesté » déclenche une insurrection ligueuse dans la plupart des villes et des provinces. Acculé, Henri III finit par s'allier avec son cousin huguenot le 30 avril 1589 en vue de la reconquête du royaume.

## Jacques Clément

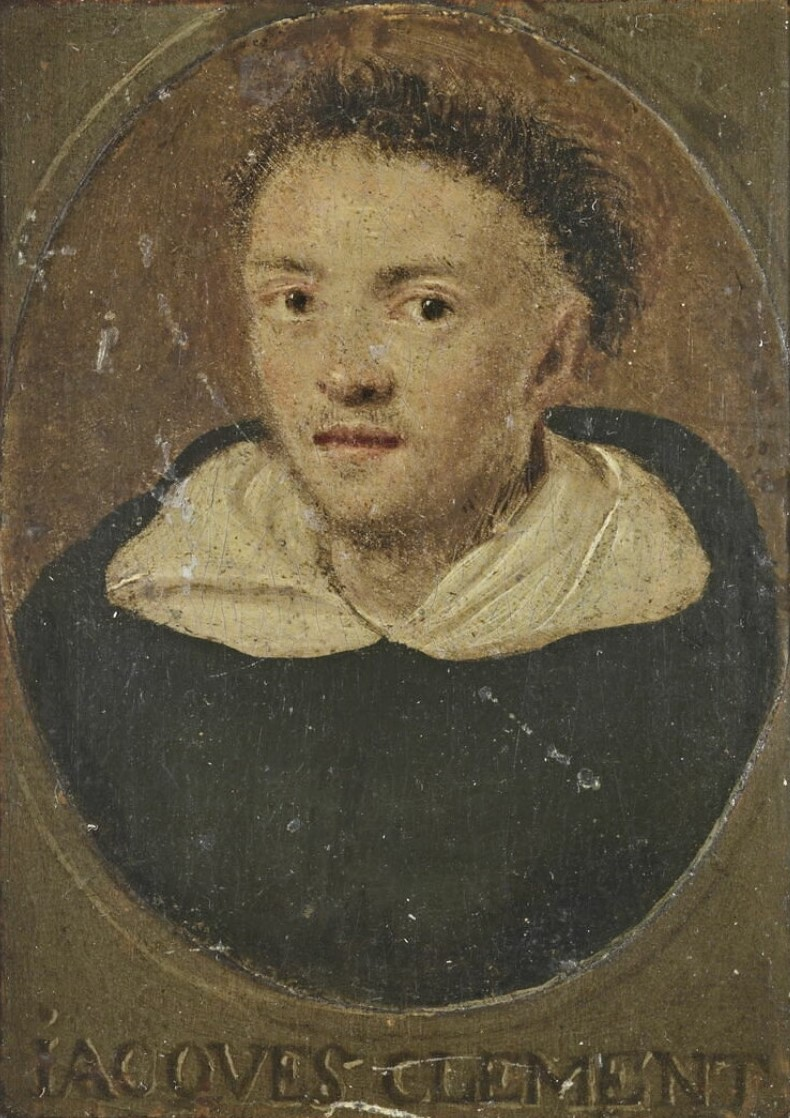
Jacques Clément. Paris, musée du Louvre, XVIe siècle.

Jacques Clément naît à Serbonnes dans une famille de paysans, à une date imprécise, peut-être en 1567. Il devient moine dominicain du couvent des Jacobins de Sens. Par la suite, il effectue des études au couvent des Dominicains de Paris, ce qui lui vaut d'être surnommé le Jacobin, autre nom des Dominicains. Voulant exterminer les hérétiques, il est appelé par ses confrères « Capitaine Clément ».
Fanatique, il prend le parti de la Ligue catholique. Son dessein est de tuer le roi Henri III, qui est à ses yeux l'ennemi déclaré du catholicisme, depuis l'assassinat du duc de Guise. Il se peut aussi que son acte soit en partie une vengeance familiale. Il quitte Paris le 31 juillet 1589 pour joindre Saint-Cloud d’où le roi commande le siège de la capitale.

## Faits
Installé à Saint-Cloud dans l'attente du siège de Paris, ce 1er août 1589, vers huit heures du matin, Henri III accueille sur sa chaise percée, le procureur général accompagné d’un moine dominicain ligueur, Jacques Clément, qui se dit porteur de nouvelles en provenance du Louvre. Devant l'insistance du religieux à vouloir parler en privé avec le souverain, Roger de Bellegarde, premier gentilhomme de la Chambre, laisse le moine s'approcher du roi.  Ce furent deux soldats du régiment de Comblanc qui introduisirent Jacques Clément dans le camp d'Henri III.
Selon les versions des chroniqueurs de l'époque, le roi reste sur sa chaise percée ou se lève pour s'entretenir dans l'embrasure d'une fenêtre,. Jacques Clément en profite pour frapper le roi au bas ventre avec le couteau qu'il tient dissimulé sous son habit. Henri III s'exclame : « Ah, mon Dieu ! », puis arrache le couteau de son intestin perforé et frappe son assaillant au visage en s'écriant : « Méchant, tu m'as tué ! ».
Au bruit, les gardes du roi, les fameux Quarante-cinq, accourent, transpercent le moine de leurs épées et le jettent par la fenêtre. Dans un premier temps, les médecins minimisent la gravité de la blessure, remettent les intestins en place et sutturent la plaie. Henri III parvient à dicter des lettres aux villes qui lui obéissent afin de couper court aux rumeurs. À sa femme Louise, restée à Chenonceau, il affirme même que dans quelques jours, il pourra monter de nouveau à cheval. Toutefois, à l'occasion d'une visite de son cousin Henri de Navarre, le roi de France aurait harangué ses serviteurs de respecter les règles de passation de pouvoir en reconnaissant le roi de Navarre comme son successeur légitime.
Cependant, le soir venu, la péritonite progresse et ses souffrances augmentent. Après une douloureuse agonie, il meurt le lendemain 2 août 1589 vers 3 heures du matin.

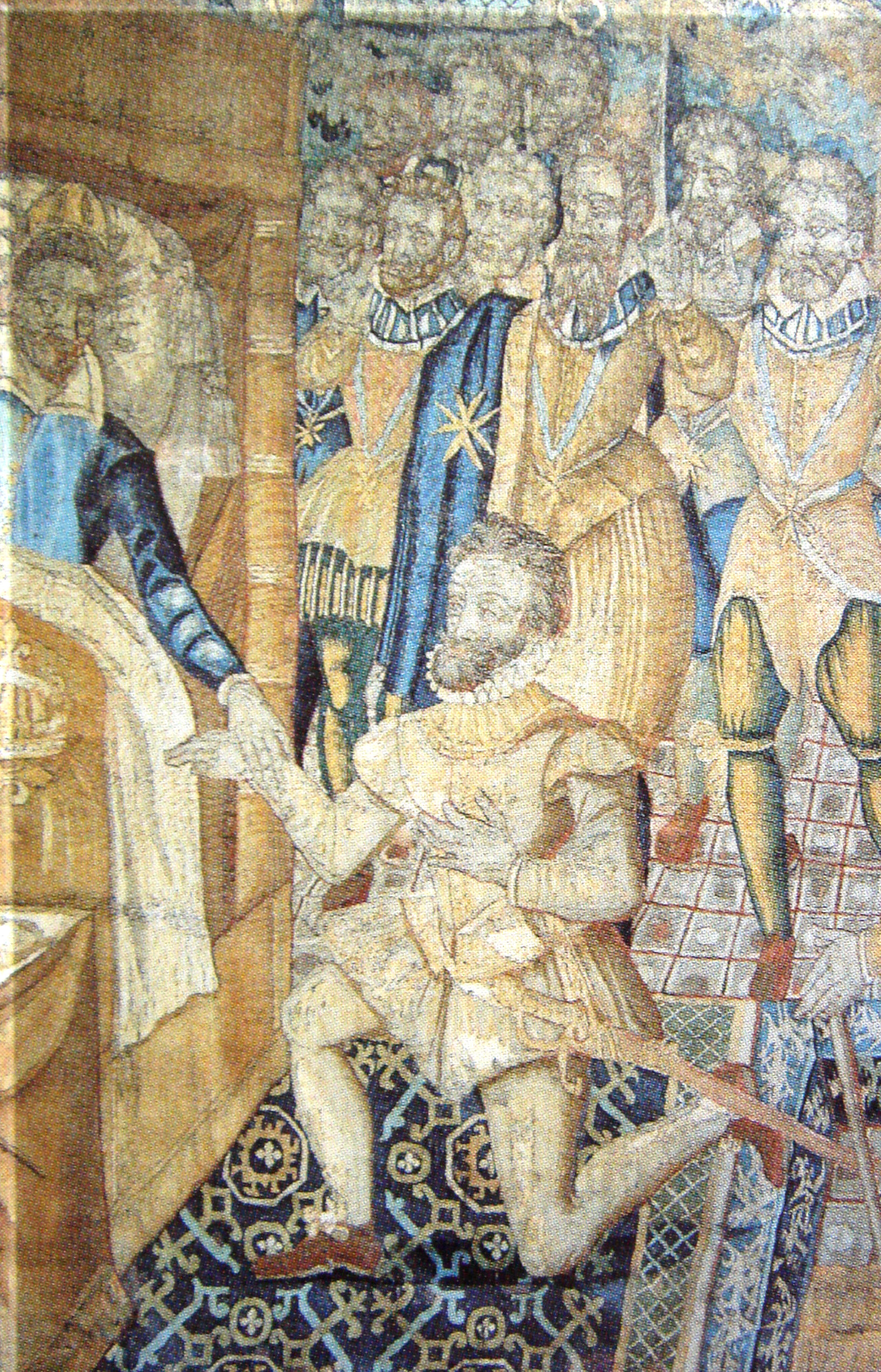
Sur son lit de mort, Henri III désigne le roi Henri III de Navarre comme son successeur au trône de France (tapisserie du XVIe siècle).

La veille, jour de son assassinat, le roi mourant reconnaît formellement son beau-frère et cousin germain le roi Henri III de Navarre comme son successeur légitime, et celui-ci lui succède comme roi de France sous le nom d'Henri IV.
Henri III est le dernier souverain de la maison de Valois, branche cadette de la dynastie capétienne et qui a régné sur le royaume de France de 1328 à 1589.

## Procès posthume de Jacques Clément
Un procès posthume est organisé à l'encontre de Jacques Clément bien qu'il ait été immédiatement tué par les gardes royaux. Le frère est donc jugé post mortem et son cadavre subit le supplice de l'écartèlement, sort réservé aux régicides et que subira également François Ravaillac, assassin d'Henri IV, vingt-et-un ans après lui, mais bien vivant.
Le corps de Jacques Clément est ensuite brûlé et ses cendres jetées dans la Seine, « a ce qu'il nen soit a l'advenir aucune mémoire ».